# Alsodidae
Az Alsodidae a kétéltűek (Amphibia) osztályába és  a békák (Anura) rendjébe tartozó  család. A családba három nem tartozik.

## Rendszerezés
A családba az alábbi nemek tartoznak:
- Alsodes Bell, 1843
- Eupsophus Fitzinger, 1843
- Limnomedusa Fitzinger, 1843